# Miravete de la Sierra
Miravete de la Sierra là một đô thị trong tỉnh Teruel, Aragon, Tây Ban Nha. Theo điều tra dân số 2004 (INE), đô thị này có dân số là 41 người.